# 中国人民解放军联勤保障部队第九四二医院
中国人民解放军联勤保障部队第九四二医院，位于宁夏回族自治区银川市兴庆区胜利南街839号，隶属西宁联勤保障中心。

## 简介
1946年9月，中国人民解放军第五医院成立。医院为三级甲等医院。先后参加了宁夏战役、抗美援朝战争、对越自卫反击战、小汤山抗击“非典”、舟曲泥石流救灾、“神舟”系列飞船等卫勤保障任务。21世纪初，该医院建有国家级中西医结合肺病专科，军区级创伤骨科中心、眼科中心、泌尿外科中心，宁夏回族自治区白内障人工晶体植入中心等，并且建有全军区域性银川三级设备维修站、全军三级计量检测站、中国人民解放军银川血站。医院先后被全军评为“全军为部队服务先进单位”、“优质服务先进单位”、 被宁夏回族自治区评为“拥政爱民模范单位”等。
中国人民解放军第五医院原隶属于兰州军区联勤部。2016年，兰州军区撤销，该医院转隶西宁联勤保障中心。

## 历任领导
| 院长 - 马正中（？—？） - 余超群（？—？） - 张宏翔（？—？） - 田原（？—？） | 政治委员 - 李选贤（？—？） - 白宏利（？—？） - 王浩（？—？） |